# Stefan Johannesson
Stefan Johannesson (Estocolmo, 22 de novembro de 1971) é um árbitro da Suécia.
E um árbitro de categoria internacional.